# 卢康华
卢康华（1931年4月21日—）是出生於中国浙江定海的比较文学学者。

## 生平
卢康华教授，中国大陆比较文学学科主要奠基人之一。早年肄业于上海沪江大学，1951年支援边疆到黑龙江省哈尔滨市。1956年毕业于哈尔滨外国语学院研究生班，并留校担任俄语教学与翻译等工作。在反右运动中，卢康华被打成“右派”（1958-1962年下放农村监督劳动），在文革中被下放到黑龙江省呼兰县康金井季德大队插队落户（改造）
文革结束后，卢康华任黑龙江大学中文系比较文学教授、外国文学研究所副所长兼比较文学研究室主任。1993年获国家特殊终身津贴（待遇）。
1984年卢康华教授应香港中文大学比较文学研究中心邀请，在港访问研究并讲学。1987年应美国科学院美中学术交流委员会邀请，出席美中比较文学学者双边会议（在普林斯顿大学、印地安那大学、加州大学洛杉矶分校三地连续举行），在会上宣读论文《功不在禹下》。1990年应加拿大阿爾伯塔大學邀请，在埃德蒙顿访问研究并讲学。

## 学术成就
1983年，黑龙江大学是文革后中国率先开设比较文学课的院校之一，卢康华是开设这门课程的老师。1984年卢康华与孙景尧（当时在广西大学任教）合写出《比较文学导论》，这是中国第一本系统论述比较文学理论、方法和发展的著作。 黑龙江大学之所以早在1987年就获得了国家教委批准的第一批颁发比较文学与世界文学专业硕士学位授予权（第一批共三所大学：北京大学，复旦大学，黑龙江大学），是卢康华教授在这方面的学术贡献。
在研究比较文学，尤其撰写《比较文学导论》过程中，卢康华教授得到中国著名学者钱锺书先生的书信指教。
黑龙江大学（俄语系）是中国翻译俄文作品的重镇之一。精通俄文的卢康华教授参与翻译了很多知名的俄语作品，包括著名的俄语小说《钢铁是怎样炼成的》（尼古拉·奥斯特洛夫斯基著），全二册的长篇作品《在乌苏里的莽林中》（阿尔谢尼耶夫 著；新版中译本更名为《乌苏里山区历险记》、《德尔苏.乌扎拉》等两部曲，后者曾被日本导演黑泽明改编成电影），以及史书《十七世纪俄中关系》（共四卷）等等。
卢康华教授还参与撰写了《世界神话词典》（鲁刚主编，辽宁人民出版社，1989年出版）；还编辑了《外国文学大辞典》（副主编）

## 评价
介绍黑龙江省各方面成就的《当代中国的黑龙江》一书，在谈到该省科研成果时说，“卢康华等的《比较文学导论》是填补国内空白的著作。”
《比较文学导论》出版后，中国知名学者季羡林致信卢康华说：“《比较文学导论》是我们中国比较文学界第一部筚路蓝缕的开创的著作，只此一点，就足以千古矣。”
江苏盐城师范学院文学院长、比较文学与世界文学研究所所长陈义海教授评价说，在中国比较文学恢复起步的时代，“广西大学的孙景尧先生、黑龙江大学的卢康华先生担当起了这个历史使命。……《比较文学导论》作为中国比较文学学科的奠基性的教材，其价值和意义还在于它所勾画的比较文学教学“图景”影响了中国比较文学教学与研究整整三十年。”
复旦大学教授、著名的七月派作家、中国比较文学专家和翻译家、曾为《比较文学导论》作序的著名学者贾植芳评价说，卢康华、孙景尧合著的《比较文学导论》是一本“拓荒性的著作”，为“开展我国的比较文学研究，以至建立比较文学的中国学派”“打开了‘门窗’”。
中国东北文化网引述说，《比较文学导论》“被海内外公认为中国第一本关于这门新兴学科之理论、方法与发展史的专著，获1984年黑龙江省社会科学优秀成果一等奖、1990年全国比较文学图书出版评比一等奖。”
比较文学国际学会会长、知名的荷兰学者弗克玛教授（Douwe Fokkema）在深圳大学“中国比较文学学会”成立大会上说：“我特别要向著述《比较文学导论》的卢康华先生致意，他为中国比较文学走向世界搭筑了桥梁。”
黑龙江大学文学院（网页）介绍说，卢康华教授等五位“著名学者”为该院的“学科发展奠定了方向与基础” 。
在中国比较文学学会第六届年会上，卢康华教授发表了《关于比较文学学科建设的若干建议》。
卢康华的其它主要论著有：《比较文学的课程设置与教学》，《台湾比较文学研究现状》，《比较文学在中国》，《也谈比较文学的危机及其他》等。
卢康华的其它主要作品有：“读《王宁文化学术批评文选》”；“一步一个脚印──谢天振《比较文学与翻译研究》评介”；“执着的追求──喜读李万钧主编的《中国古今戏剧史”。；为侨领陈英福所著《美国华人沧桑史》作序；  ；为美国凤凰城《亚省时报》社长甄硕钦所著的《碉楼外话》作序“碉楼外话之外话”。   为亚利桑那大学东亚语文系主任鲍家麟教授的散文集《家麟散文集》作序“开卷有益——喜读《家麟散文集》”等等。

## 外部連結
- 东北文化：东北学者卢康华

- 卢康华：“‘从未标榜过这个名称’——缅怀钱锺书先生” （页面存档备份，存于）

- 黑龙江大学文学院简介：……著名学者吕冀平、陶尔夫、刘敬圻、卢康华、刁少华等以海内外闻名的学术实绩为学科发展奠定了方向与基础。

- 人民网：比较文学入门书介绍 （页面存档备份，存于） 《比较文学导论》

- 《知识搜索》：卢康华作品[永久]